# الدوري السلوفاكي لهوكي الجليد
الدوري السلوفاكي لهوكي الجليد (بالسلوفاكية: Slovak Tipos Extraliga)‏ هو أعلى دوريات سلوفاكيا لهوكي الجليد. بدأ في سنة 1993، ويتم التنافس فيه بين 12 فريق، 11 من سلوفاكيا وفريق واحد من المجر. حسب تصنيف الاتحاد الدولي لهوكي الجليد، يعتبر هذا الدوري سادس أقوى دوري هوكي جليد في العالم بعد دوري الهوكي الوطني في أمريكا الشمالية ودوري الهوكي للقارات في روسيا والدوري السويدي والدوري الفنلندي لهوكي الجليد والدوري التشيكي لهوكي الجليد. ويتفوق بذلك على دوريات مثل الدوري الأمريكي لهوكي الجليد والدوري السويسري لهوكي الجليد والدوري الألماني لهوكي الجليد والدوري النمساوي لهوكي الجليد. يعتبر ناديا سلوفان براتيسلافا ونادي كوشتش أكثر من فازا بلقب الدوري بثمانية مرات.